# 培養肉

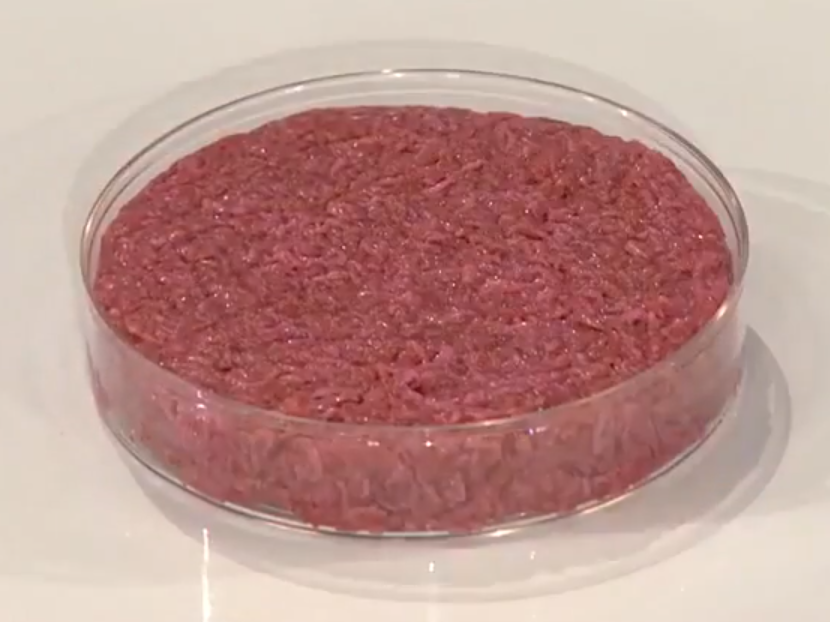
シャーレによってハンバーグ状に形成された培養肉

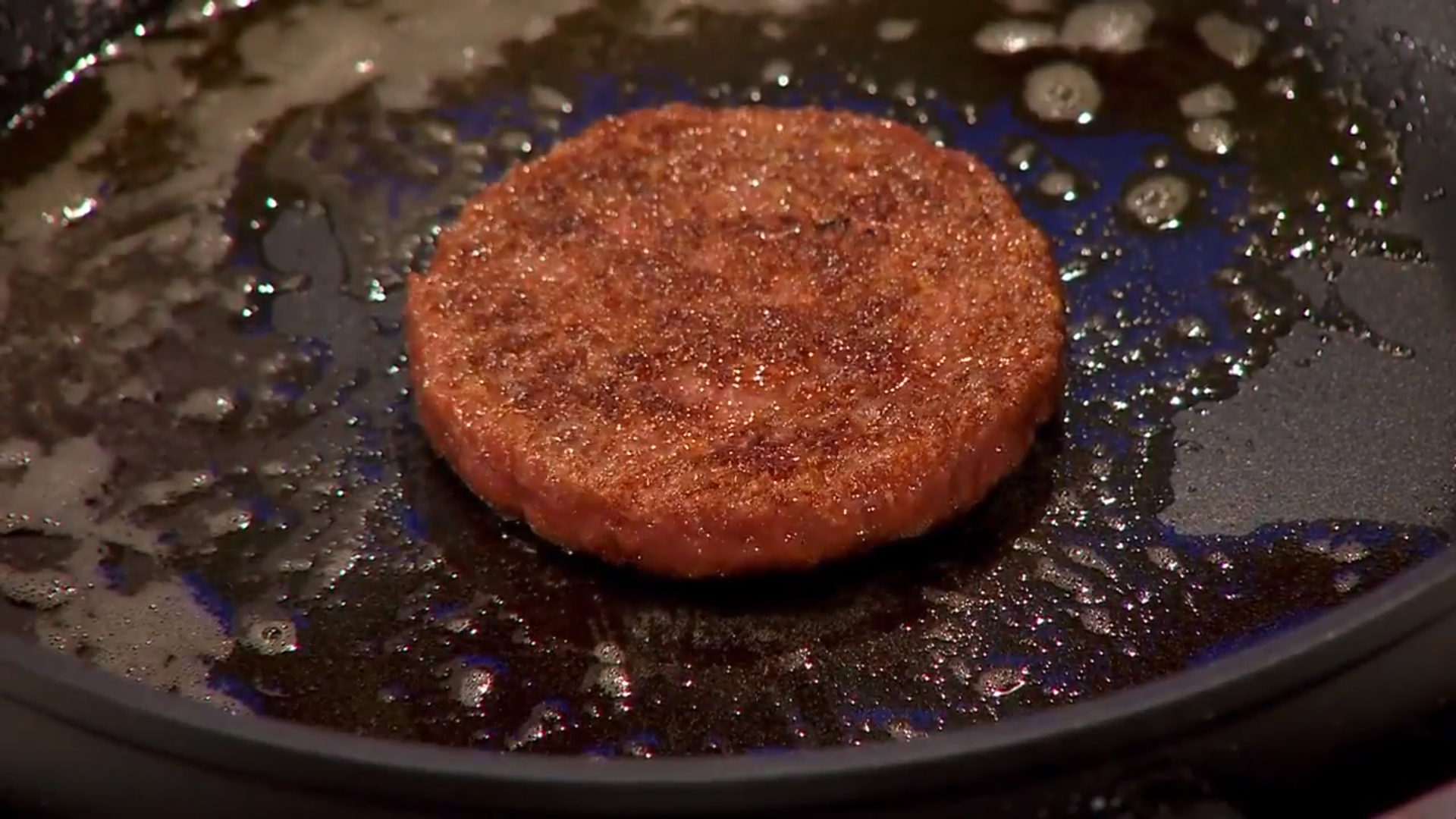
ハンバーグとして調理中の培養肉

培養肉（ばいようにく、英: Cultured meat(英語)）は、動物の可食部の細胞を組織培養することによって得られた食用の肉。動物の個体を屠殺する必要がないので動物の犠牲を減らせること、牛一頭を約2年かけて育てるところを培養肉であれば2か月でできて生産効率が良いこと、厳密な衛生管理が可能であること、食用動物を肥育するのと比べて省スペース省資源で作ることができて地球環境への負荷が低いこと、抗生物質耐性菌リスクを低減できることなどの利点がある。
各国がバイオテクノロジーに戦略的に取り組んでおり、培養肉はその分野の一つとして従来の食肉に替わるもの（代替肉）として注目されている。
人工的に牛肉や豚肉、魚肉などを生産する技術を「細胞農業」と呼ぶ。培養肉の安全性は、2023年時点で国際連合食糧農業機関と世界保健機関によって認められている。現在では70社以上のスタートアップが培養肉や細胞農業に参入しており、牛・豚・鶏・子羊・鴨・うずら・魚・甲殻類・うなぎ・フォアグラ・ホタテなどの培養肉の研究開発が進行中である。2040 年までには肉の 60% が培養された細胞から作られ、世界中の食料品店やレストランで販売されると予測されている。
いっぽうで反対の動きもあり、畜産業界が資金提供し、培養肉を阻止するロビー活動が展開されている。

## 国際的な動き
政府が魚介培養肉のスタートアップと提携したり、助成金を出したりするなど、培養肉の開発は国家レベルでの関心事になっており、各国で培養肉のガイドライン・規制の策定が進んでいる状況である。
2005年から培養肉研究の支援をはじめたオランダ政府は培養肉の研究に4億ドルの資金を提供、その後2022年には6000万ユーロ（約83億円）の資金提供を決定した。2019年、インドの中央政府は細胞分子生物学センター（CCMB）と国立研究センターに対し、クリーンミート研究のための資金を提供することを発表した。2019年、オランダの培養肉の開発をするMeatable（豚肉の培養に力を入れている会社）は、10億円の資金調達に成功したと発表したが、この調達先の一つには欧州委員会も含まれる（助成金300万ドル）。Meatableは2024年、オランダ企業庁から革新的な開発プロジェクトへの支援として760万ユーロを授与された。
2020年9月、アメリカ国立科学財団も培養肉への助成枠を決定。2021年1月、スペイン政府はBioTech Foodsの主導する培養肉プロジェクトに約6億5000万円を出資した。2021年10月13日には、米国農務省が、培養肉研究所のために1000万ドルを投資することを発表。2022年には、バイデン政権が培養肉を含む食品テクノロジーを優先事項とする大統領令に署名した。アメリカでは州レベルでの培養肉への助成も行われている。
2020年、EUは、代替研究開発のための3200万ユーロの新規資金提供を発表。英国の政府外公共機関である英国研究技術革新機構（UKRI）もまた培養肉開発会社のRoslin Technologiesに公的資金を提供している。
2021年12月に中華人民共和国農業農村部が発表した5カ年農業計画では、初めて培養肉について具体的に言及された。2022年に入ると習近平総書記が、「食品の効果的な供給を保証する必要がある」と指摘し、「従来の作物や家畜や家禽とは別に、生物科学技術を発展させることで、作物、動物、微生物からカロリーとタンパク質を得ることができる」と述べている。続く5月には、中国が発表した初のバイオ経済発展計画において、「従来の畜産業がもたらす環境資源への負荷を軽減する」方法として「合成タンパク質」（オルトプロテイン）の開発を呼びかけた。以降、中国政府は業界関係者に手厚い奨励金を提供している。
2022年、オーストラリアの政府機関であるオーストラリア連邦科学産業研究機構は今後のタンパク質製品供給について、培養肉も含めたロードマップを発表した。同年、ノルウェーの研究評議会も持続可能な肉、卵、乳製品を市場に出すために、細胞農業と精密発酵の開発に資金を提供することを決定した。
2022年、FAO（国連食糧農業機関）は、培養肉の円卓会議の専門家の募集を開始した。同年7月、欧州議会は、初の培養肉討論会を開催した。
2023年には、イギリス政府が培養肉を含む細胞農業に1200万ポンド（約20億円）を投資。
2024年2月、韓国は培養肉に関する最新の規制枠組みを発表、企業が販売承認を申請する道を開き、慶尚北道東部をこの分野の企業向けの規制免除地域に指定した。韓国政府もまた培養肉のスタートアップに資金援助しており、2027年には、国費を投じた韓国初の培養肉研究センターが設立される予定となっている。
2024年9月、ニュージーランド政府は、培養魚製品を開発する5カ年計画に595万ドルを投入した。

## 開発状況・商品化

培養肉生産の簡略図

培養「肉」の範囲は、牛肉だけではなく、フィンレス・フーズなどが開発する培養魚肉、メンフィス・ミーツの家禽（鶏肉と鴨肉）培養肉、UmamiMeatsのニホンウナギの細胞培養、シオック・ミーツの甲殻類の培養肉など、幅広い。
人間の消費用としての培養肉研究への初めての取り組みはオランダ人研究者のファン・エーレンによるものだ。かれは自身が戦争捕虜になった際に看守による動物虐待を見たことがきっかけで、動物の苦しみを減らすという関心が芽生えたという。そして培養肉の開発の構想を練り、1990年代後半に特許を取得した。
その後1998年にNASAの投資を受けたアメリカの技術チームが、宇宙飛行士のための食料として培養肉の研究を行っている。しかしこの時点で培養細胞は高くついたため研究は打ち切られた。
そして2004年、ファン・ヘーレンがオランダのユトレヒト大学及びアイントホーフェン工科大学の科学者らに接触し、オランダ政府に研究助成を申請するよう掛け合ったことから、科学者のマーク・ポストと食品技術者のPeter Verstrateらが中心となり、再び培養肉の研究が始まった。そして2013年、彼らは、ロンドンで開催された満員の記者会見で、世界初の培養ビーフバーガーを発表した（この後2016年に、ポストとVerstrateは培養肉の「Mosa Meat」を法人化する）。
この培養ハンバーガーがデビューした2013年以降、大型の培養肉工場が建設されるなど、今日までに培養肉の分野は着実に成長している。2020年、投資機関らは、細胞培養肉に取り組む世界中の新興企業に12億ドル以上を投資。2020年時点で、細胞培養食品の商業開発に取り組む企業の数は全世界で70社以上に上る。また、40社以上のライフサイエンス関連企業が細胞培養食品開発を行う企業に技術支援などで関わっている。
2020年12月1日、シンガポール食品庁は、Eat Justに対して、実験室で培養した鶏肉の販売を承認した。製品は人工培養した鶏の細胞から作られたものでシンガポールのレストランでチキンナゲットとして2021年に提供された。2024年には小売店での販売が始まった。シンガポールでは培養鶏肉をさらに大量生産できる施設建設がはじまっており、2023年以降は、毎年数万kgの培養鶏肉が生産される予定となっている。
Eat Justに続き2022年、オーストラリアのVow社も培養肉をシンガポールで提供開始すると発表した。2024年3月、Vow社は培養ニホンウズラの食品の販売についてシンガポール食品庁から承認を得た。2025年3月、オーストラリア・ニュージーランド食品基準局も承認した。2024年11月には同社の培養二ホンウズラの販売が香港で開始した。
2022年11月には、米食品医薬品局（FDA）が、培養鶏肉の販売を初めて承認、翌年3月にFDAは二社目の培養鶏肉を認可した。2025年3月、細胞培養した豚脂をFDAが安全承認した。
2024年7月、イギリスはペットフード用の培養肉の販売を承認。2025年2月から販売開始。ペットフードの培養肉は2025年6月に販売承認されている。
2024年1月、イスラエルが、培養牛肉（アレフ・ファームズ社）の販売を承認。培養牛肉の承認は世界で初となる。
2024年5月1日、アメリカフロリダ州ではロン・デサンティス州知事が培養肉を禁止する法案に署名。「肉はヒトではなく神が作るものである」という理由で、培養肉禁止法が制定された。アラバマ州、アリゾナ州、テネシー州でも検討中。
2025年5月、世界初の培養サーモン（ワイルドタイプ社）が米国で認可され、オレゴン州で販売開始
2025年7月、培養豚脂肪がアメリカ農務省（USDA）から販売認可を取得。アメリカの小売およびレストランで販売予定。

### アニマルフリー
培養肉開発においてはアニマルフリー（動物由来の素材を使わないこと）でやっていこうという世界的な流れがあり、研究当初は、培養肉の元となる初めの動物だけは殺されるため、動物倫理面から問題視されていた。現在は、元となる衛生細胞は動物の筋肉から採取されるため、動物の犠牲が必要ないものとなっている。
また、細胞培養の培地にウシ胎児血清（FBS）が用いられることが一般的であったが、大量入手が困難であることやコスト面や動物倫理の問題などの理由から、非動物性成分の成長因子の開発が進められている。Mosa Meatはアニマルウェルフェア基準に適さないウシ胎児血清（FBS）を利用しない方針を示している。Eat Justも初期にはウシ胎児血清（FBS）が使用されていたが、2023年1月にFBS不使用の製造方法がシンガポール食品庁から世界で初めて承認を得た。また、メンフィス・ミーツ社も非動物性成分を独自開発した旨を公表している。

## 日本の状況
日本発の培養肉開発の成果は少なくないが、以下の例に示されるように、似た内容の研究を異なる所轄官庁のもとで別々に行う多重行政の側面があることも否定できない。
2016年に、日本の有志団体によるDIYバイオによる製造実証が行われ、のちにこの団体からのスピンオフで2015年にインテグリカルチャ―株式会社が法人化された。同社は培養フォアグラの製造に成功。2023年12月、インテグリカルチャーは同社の細胞培養技術開発に対して、後述するように農林水産省から 18億7,000万円の助成を得た。
2020年4月には、JAXAなどが、宇宙での食料生産を目指す計画「スペースフードスフィア」をスタートさせ、2030年代後半に月面での培養肉の生産を目指している。2022年3月31日には、日清食品ホールディングスと東京大学が日本で初めて「食べられる培養肉」の作製に成功した。この研究は国立研究開発法人科学技術振興機構（JST）（所管：文部科学省）の支援を受けて行われていたものである。
同じく2020年度にスタートした ムーンショット型研究開発制度の1つとして、目標5-1-3、藻類と動物細胞を用いたサーキュラーセルカルチャーによるバイオエコノミカルな培養食料生産システムが推進中である。こちらの管理法人は生物系特定産業技術研究支援センター（BRAIN）（所管：農林水産省）である。
2022年6月、厚生労働省は培養肉の産業化に向けて、規制の是非を検討する研究チームを年度内に設置する方針を固めた。同年同月、自民党は「細胞農業によるサステナブル社会推進議員連盟」を設立、甘利明氏らが共同代表に就任した。
2022年10月4日、日本ハムが培養肉を作るために必要な培養液の主成分を、動物の血清から食品成分に置き換えることに成功したと発表した。従来の培養液よりも原料を安定的に調達できる上、製造コストを大幅に抑えられ、商用化に向けて前進したという。
2022年11月、（一般社団法人）細胞農業研究機構（JACA）が、製品の定義、食品表示、食品安全手順といった栽培食品規制に関する提言を提出した。JACAは同時期に法人を設立し、日本における細胞農業の合意形成に向けた活動を加速させている。JACAはまた、農林水産省が主催するフードテックに関する官民連携のもと、細胞農業ワーキングチームを主導している。2023年、JACAとアジア太平洋細胞農業学会（APAC-SCA）は、日本およびアジア太平洋地域全体で細胞農業の分野を推進するための覚書で協力した。この協定により、JACAは世界の細胞農業ネットワークにアクセスできるようになり、APAC-SCAは日本における規制プロセスを指導する役割を高めることになる。
2023年2月、農林水産省は「フードテック推進ビジョン」を発表し、培養食品を含むフードテックロードマップを発表、細胞農業研究機構（JACA）の主導で、細胞農業ワーキングチームでの議論が行われている。同年同月、岸田文雄首相は培養肉が持続可能な食料システム実現のために重要だとし、培養肉の産業育成に乗り出す考えを示した。しかしながら日本における培養肉への予算は少ない。アメリカ農務省で十三億、オランダでは八十七億の予算が当てられているが、日本国内ではフードテック予算が二億七千万、そのうち培養肉に充てられる予算はさらに少ないものとなっていた。しかしその後2023年末に、政府は日本の培養肉企業に 18 億 7000 万円 (1,310 万ドル)を助成した。2023年、JACAとアジア太平洋細胞農業学会（APAC-SCA）が、日本およびアジア太平洋地域全体で細胞農業の分野を推進するための覚書で協力。
2024年時点で培養肉・培養魚肉への公的資金支出は約30億円となっている。
培養肉に参入する企業は多い。水産物では、日本の水産会社ダイニチが培養魚介類のスタートアップに投資したり、マルハニチロが培養企業とクロマグロ培養の研究開発提携するなどの動きがある。
東京大学の竹内昌治教授（機械工学）らの研究チームは、従来の製法では難しかった「厚みのある培養肉」の作成法を開発。2025年4月16日付で生物工学の国際学術誌に論文が掲載された。3Dプリンターや中空糸（ちゅうくうし）を使った新技術だが「今の日本の研究環境では、実用化に5年以上はかかるだろう」とも話す。

## 拡大の要因

### 環境負荷
2024年、アイルランド首相が「培養肉は気候変動問題に対する解決策の 1 つ」と述べるなど、培養肉は環境負荷の対応として注目されている。気候変動に関する政府間パネル（IPCC）が発表した2022年度第6次評価報告書の報告書最終案には「培養肉は、将来のタンパク質に対する人間の需要を満たせる可能性の1つであり、動物飼料の土地利用を大幅に削減することが可能である」と記載された。培養肉などの食品テクノロジーは、農地の 80% を再野生化、炭素貯蔵のために解放できる可能性がある。
培養鶏肉を使用した場合、従来の動物飼育由来の肉に比べて35 - 67 ％土地の使用が減り、水質汚染を70 ％削減する。培養牛肉を使用した場合、従来の動物飼育由来の肉に比べて95 ％土地の使用が減り、温室効果ガスを74 - 87 ％削減し、水質汚染を94 ％削減する。水資源使用も従来の動物飼育由来の肉に比べて少なく、動物飼育由来の牛肉に比べて培養肉は水資源を最大78％削減できると推定されている。
また、動物の解体処理中の大腸菌などの病原菌に汚染されることがない。培養肉の汚染率の比較テストでは、従来の肉は室温に放置すると48時間未満で完全に腐敗したが培養肉は4日経っても細菌汚染がおこらなかった。
培養シーフードの研究も進んでいるが、国連によると世界の海洋生物の90％が乱獲、枯渇状況にある。甲殻類では、漁獲量1キロ当たり187.9キロの二酸化炭素を排出。これは、養豚や養鶏以上に多い。

### 動物福祉
動物福祉は培養肉拡大のトリガーの一つとなっている。培養肉スタートアップのアップサイド・フーズ（旧 メンフィス・ミーツ)に投資した、世界最大級の牛肉と鶏肉の生産者であるカーギルは「弊社は動物福祉を考える人のためにその商品を販売したいのです」と答えている。
世界ではじめて培養肉に資金提供したGoogleの共同創業者であるセルゲイ・ブリンは、培養肉に投資した理由を「動物福祉のためだ」、「人々は近代の食肉生産に間違ったイメージを持っている。人々はごく一部の動物を見て自然な農場を想像する。しかしもし牛がどんなふうに扱われているかを知ったら、これは良くないと分かるだろう。」と述べている。
2015年に設立され、現在では代替肉や培養肉をプロモートする世界的イニシアチブであるThe Good Food Instituteの目的は動物の犠牲を減らすことにある。同団体の創設者であるBruce Friedrichはもともと毛皮へ抗議するなど動物の権利活動家であったが、より効果的に動物の犠牲を減らすために同団体を設立したという。
畜産を伴わない代替たんぱく質移行へのもう一つのイニシアチブであり80兆ドル分の投資機関が参加するFAIRR（Farm Animal Investment Risk & Return）は、代替たんぱくへの移行を企業に促すプロジェクトを進めている。FAIRRの創業者で最高経営責任者（CEO）であるジェレミー・コラーは、動物の権利や、工場畜産の恐怖について、問題視している人物だ。ただ彼はそれらの解決方法として「動物がかわいそう」というメッセージではなく、人々に工場畜産を「人間の世界的な持続可能性の問題」として提起している。
Perfect Day、モサ・ミート、アップサイド・フーズ（旧 メンフィス・ミーツ)、ニュー・ハーベストなどの主要な培養肉スタートアップのCEOや中心人物も、この研究に参入したきっかけは、動物倫理問題だったと述べる。アップサイド・フーズ社のウマ・ヴァレティ博士は、子供のときに屠殺現場に遭遇して「何とかできないか」という想いを長年抱きながら外科の研究時に人工の心筋細胞が動くのを観て「動物を殺さずに食肉を作る」ことを考えて医者をやめて培養肉の会社（旧：メンフィス・ミーツ）を立ち上げた。
また、2020年12月に動物飼育を伴わない「培養鶏肉」を世界で初めて販売開始したEat Justの設立者の一人であるJosh Balkは、食肉処理場や工場畜産の覆面調査員として働き、工場畜産反対キャンペーンを展開したあと、Humane Society of the United States（アメリカの動物保護団体）の副社長で畜産動物保護を担当している人物でもある。
2019年のベルギーの調査では、培養肉の魅力として一番大きいのが「動物の苦しみ無く肉を食べることができること」だという結果であった。また、日本国内で2020年に行われた調査によると、培養肉のイメージを問う質問では、「知らないのでわからない」という回答が5割、「未知のものに対する不安がある」といった回答が3割、「環境や動物にやさしくて良さそう」といった好意的な回答が2割という結果であった。英国食品基準庁（FSA）が2022年1月に発表した調査報告によると、培養肉を試してみたい理由について、「環境と持続可能性のため」（40％）が最大理由だが、「動物福祉のため」（38％）も接近した。
培養肉を作る細胞培養の過程で、培地としてウシ胎児血清（FBS）が使用されることがあるが、動物倫理や持続可能性の観点からはFBSを使用しない技術の研究が進んでいる。2022年1月には、オランダの培養肉メーカーであるモサミートが細胞の培養時にFBSを使用しない技術に関する査読論文を発表した。2022年7月には、大手培養肉会社Meatableが、FBSなしで生産された培養ポークソーセージを発表した。

## 消費者の意識
培養肉が開発され始めた初期は、人工的に生産された肉を食することに否定的な意見もあったが、近年の意識調査によると培養肉への忌避感は薄れてきている。
2018年の調査
中国では、将来の話としてどの肉を好むかという質問に対して、従来の動物飼育を伴う肉を選択した人が29.8 ％だったのに対して、培養肉が38.6 ％（代替肉は30.7 ％）という結果であった。
インドでは、将来の話としてどの肉を好むかという質問に対して、従来の動物飼育を伴う肉を選択した人が16.1 ％だったのに対して、培養肉が36.5％（代替肉は43.1％）という結果であった。
2019年の調査
ベルギーでは、消費者のほとんどが培養肉について肯定的または中立的な意識を持つことがわかった。
2020年の調査
日本では、回答者の約3割が、ふつうの肉より高い金額を出してでも培養肉を試してみたいと考えていることがわかった。
2021年の調査
アメリカでは、消費者の3人に1人以上が、培養肉の発売時には食事に採用する計画を立てていることが分かった。
また、同年の別の研究では、アメリカとイギリスの消費者の約 80％が培養肉を試す可能性が高いという結果であった。
イギリスでは、34％が「培養肉を試してみたい」と回答。
2023年の調査
日本では、約4割強の回答者が、培養ハンバーガーへの試食意識を持っていることが分かった。
2024年の調査
アメリカ人の2/3が培養肉を試してみたいと回答している。

## 畜肉企業などの参入
The Good Food Instituteの2020年細胞培養食品業界の動向レポートによると、2020年現在、細胞培養食品の商業開発に取り組む企業の数は全世界で70社以上。また、40社以上のライフサイエンス関連企業が細胞培養食品開発を行う企業に技術支援などで関わっているという。さらに、2020年に実施された当該分野への投資額は3億5000万ドル（約371億円）以上で、これは2020年以前の累積投資額の約2倍の規模となっている。
近年、大手食肉企業の培養肉市場への参入が続く。世界最大の食肉会社JBSは、ブラジルに培養肉センターの建設を開始した。多国籍食品企業のADMや、イスラエルの大手食品メーカーツヌバ、ブラジル食品メーカー第2位のBRF、ヨーロッパ最大の家禽生産者のPHWグループなどは培養肉開発会社と提携し、食肉加工大手のタイソンフーズや、世界最大の農業企業の1つであるカーギルなどは培養肉開発会社に投資し、ネスレは培養肉市場に参入する計画を発表している。食肉世界最大手のJBSは、培養肉製造拠点を建設、2021年にはスペインの培養肉会社を1億ドルで買収することに合意している。
日本企業の動きとしては、三菱商事、住友商事、マルハニチロ、APAC地域全体に1000を超えるレストランを運営する大手多国籍寿司ブランドのFood＆Life Companies（日本国内ではスシロー）、水産養殖企業のダイニチ、味の素、などが培養肉・培養魚企業へ出資・または提携している。

## 著名人の関わり
2021年には俳優であり環境活動家でもあるレオナルド・ディカプリオが培養肉のスタートアップであるモサミート（同社には三菱商事も出資している）と、アレフ・ファームズに投資をしたことが話題となった。ディカプリオは両社の顧問も務めている。さらに2022年、レオナルド・ディカプリオは培養シーフードのwildtypefoodsへの投資を行い、自身のツイッターで「野生の魚の個体数はかつてないほど脅威にさらされています。私は、培養シーフードのwildtypefoodsに投資することを嬉しく思います」とツイートしている。
俳優のロバート・ダウニー・ジュニアは、肉を捨て、植物ベースのライフスタイルを採用したと宣言。彼は「鶏肉をやめて植物ベースを選んでいる」という。そして2019年、テクノロジーを使用して地球を守る環境保護団体「フットプリント連合」を立ち上げ、培養肉・培養牛乳・培養卵の開発をするNew Harvestに寄付をした。

## 価格
製造に費用を要し、富裕層でなければ食べられないとされてきた培養肉だが、培養肉の初めのプロトタイプが開発されて以降、研究がすすめられ、コストは99％減少しており、コンサルティング会社のマッキンゼーは、培養肉は、2030年までに畜産由来の肉と同等のコストに達すると予測する。それより早く同等のコストに達するとの意見もある。2025年の公表データによると1kgあたり7ユーロ（約1155円）との試算がある。
培養肉が初めてお披露目されたころから比較すると、ハンバーガー1個あたり33万ドルから、約9.8ドルまで下がっている。養殖鶏の生産コストは2013年以来99.9%低下し、1kgあたり28万400ドルから2022年には1kgあたり18ドルまで下がった。価格低下の要因は、生産の大規模化と、原材料価格の低下である。さらに技術の発展によって、従来の食肉と同等程度までに低価格化することができると予測されている。
培養肉のスタートアップFuture Meat社（イスラエル）（現ビリーバー・ミーツ社）は、1ポンドの鶏肉を2021年の18.00ドルから2022年には7.70ドルで製造できると報告しており、エビ・甲殻類培養のスタートアップShiok Meats社（シンガポール）は、ラボで育てたエビを2019年の7,400ドルから2023年には37ドル/ kgで発売したいと述べている。

## 食用以外の培養肉
義肢やソフトロボットの素材開発の観点からの研究もある。
2025年2月13日、東京大と早稲田大、培養筋肉を使った全長18センチのロボットハンド（ロボットアーム）を開発。同種のものでは世界最大で、義肢への活用が期待される。